# Marek Prażanowski
Marek Prażanowski (ur. 1952) – polski aktor teatralny i filmowy. W 1977 roku ukończył Państwową Wyższą Szkołę Teatralną w Warszawie.

## Filmografia
- 1977: Śmierć prezydenta – Stanisław, syn Gabriela Narutowicza
- 1981: Przyjaciele (odc. 4 Nauka)
- 1982: Popielec (odc. 5)
- 1987: Brawo mistrzu
- 1998: 13 posterunek (odc. 38)
- 1998: Gosia i Małgosia – „producent” filmu Krzysia, właściciel fabryczki słodziku
- 1999: Tygrysy Europy – mąż Steni, właściciel klubu nocnego
- 2000: Dom – Krzysztof Sobala, prezes Spółdzielni Mieszkaniowej „Centrum” (odc. 21 Naiwne pytania, odc. 22 Miłość to tylko obietnica)
- 2000: System z cyklu Wielkie rzeczy – elektryk
- 2003–2010: Na Wspólnej – dyrektor szpitala
- 2005: Klinika samotnych serc – Maniak, ojciec Marioli z Sieradza, dziewczyny, którą rzekomo uwiódł Janek Rowicki (odc. 11)
- 2005: Kryminalni – Wiktor Drachmański (odc. 30 Karciarz)
- 2005: Parę osób, mały czas – dozorca
- 2006: Egzamin z życia – profesor (odc. 53)
- 2006–2007: Kopciuszek – szef firmy cateringowej
- 2006: Statyści – Bronisław Koralik, zięć pana Józefa
- 2007: Dwie strony medalu – wysłannik sędziego (odc. 66)
- 2007: M jak miłość – Karol, ojciec Eli (odc. 483)
- 2007: Prawo miasta – pokerzysta Wicki (odc. 16)
- 2008: Czas honoru – krawiec Stanisław Groński (odc. 5 Pieczęć Trzeciej Rzeszy, odc. 7 Wielkanoc'41)
- 2008: Skorumpowani
- 2008: Teraz albo nigdy! – robotnik (odc. 14, 15)
- 2009: Barwy szczęścia – klient Jelenia (odc. 312, 317)
- 2010: Ojciec Mateusz – fryzjer Stanisław (odc. 47 Tajemnicze śledztwo)
- 2011: Ranczo – majster (odc. 54 Czysty biznes)
- 2011: Wygrany
- 2013: Hotel 52 – właściciel mieszkania (odc. 85)
- 2014: Sama słodycz – Władysław, pracownik szkoły językowej (odc. 4 i 5)

## Teatr TV
- 1978: Nocleg w Apeninach – Żandarm
- 1980: Odprawa posłów greckich – Chorus
- 1980: Zjawa – Benito
- 1982: Lekkomyślna siostra – Janek Topolski
- 1982: Pierwszy dzień wolności – Michał
- 1987: Sylwia

## Role teatralne
W Teatrze Polskim w Warszawie:
- 1977: Sarmatyzm – Radomir
- 1978: Ballada łomżyńska – Zbrojny, Zbrojny z gałęzią

W Teatrze im. Juliusza Osterwy w Lublinie:
- 1980: Cyd – Don Rodrygo
- 1981: Mątwa, czyli hyrkaniczny światopogląd – Drugi pan stary
- 1981: Iwanow – Eugeniusz Lwow
- 1981: Maria Stuart – Nick
- 1981: Maskarada – Łanskoj
- 1982: Król w kraju rozkoszy – Barasz
- 1982: Madame Sans-Gene – Adiutant Napoleona, Hrabia von Neipperg
- 1982: Szewcy – Prokurator Scurvy
- 1983: Śluby panieńskie – Gustaw

W Teatrze Syrena w Warszawie:
- 1983: Kłopot z dziewczyną perkusisty – Jimmy
- 1985: Wiele hałasu o pchłę – Kamil
- 1985: Co kto lubi – Pan Prażanowski
- 1986: Śmiech na linii – Pierwszy, później Robert
- 1987: Szalone lata – Chevalier junior
- 1987: Piczomira królowa Branlomanii – Jebat
- 1988: Pani Prezesowa – Oktaw
- 1988: Seks i polityka II
- 1989: Roxy – Bill Caldwell
- 1990: Obyś żył w ciekawych czasach
- 1992: Poczekalnia – Bliźniak II

W Operetce Warszawskiej:
- 1993: Piaf – Pierre

W Teatrze Muzycznym Roma w Warszawie:
- 1994: Sztukmistrz z Lublina – Wolski, Wędrowiec

W Teatrze Sabat w Warszawie:
- 2001: Arszenik i stare koronki – Mortimer

W Teatrze im. Cypriana Kamila Norwida w Jeleniej Górze:
- 2009: Jesteśmy braćmi? – Michael Manx
- 2009: Kolacja na cztery ręce – Jerzy Fryderyk Händel
- 2010: Kolacja dla głupca – Lucien Cheval